# ابراهیم در آتش
ابراهیم در آتش عنوان مجموعه شعری است از احمد شاملو شاعر معاصر ایرانی. از مهم‌ترین شعرهای این کتاب می‌توان به در میدان، شبانه (مرا تو...)، تعویذ، بر سرمای درون، شبانه (اگر که بیهده زیباست شب...)، از این گونه مردن، محاق، درآمیختن و میلاد آن که عاشقانه ... اشاره کرد.

## تأثیرگذاری
- شخصیت حمید هامون در فیلم «هامون» ساخته داریوش مهرجویی این کتاب را برای خواندن به همسرش می‌دهد و به هنگام دادن شعری از شاملو را می‌خواند که: «مرا تو بی سببی نیستی، براستی صلت کدام قصیده‌ای ای غزل!»[نیازمند منبع]